# Р-1Д
Ракета Р-1Д (1РД, В-1Д, 1ВД) — одна из первых советских геофизических ракет.

## История создания
Создана на базе построенной под руководством Сергея Павловича Королёва советской баллистической ракеты дальнего действия на жидком топливе Р-1, которая 10 октября 1948 года успешно стартовала, пролетела 288 км и попала в заданный район. Прототипом Р-1 была трофейная немецкая ракета А-4 (Фау-2), созданная во время Второй мировой войны Вернером фон Брауном.
Ракета В-1Д предназначена для проведения комплекса научных исследований и экспериментальных работ на высотах не менее 100 км:
1. исследование физических и химических характеристик воздуха, измерения аэродинамических характеристик при больших скоростях и высотах; разработка метода определения направления и скорости ветра в верхних слоях атмосферы;
2. определение физических процессов в ионосфере и плотности ионизации на высотах до 100 км; исследование высоты ионизованного слоя D и распределения напряженности поля;
3. исследование жизнедеятельности животных при подъёме на ракете на большие высоты, а также испытания систем спасения животных и систем спасения агрегатов с аппаратурой.

Кроме того, на ракете устанавливаются аппаратура и датчики телеизмерений СТК по специально разработанной программе.
На ракете Р-1Д в отличие от ракет Р-1Б и Р-1В, где подопытные животные спасались вместе с герметичным отсеком на парашюте, каждая из двух собак катапультировалась в скафандре, смонтированном на специальной тележке, имеющей парашютную систему и систему жизнеобеспечения.
Кроме того, на ракете Р1-Д вместо отсека с аппаратурой ФИАН-1 была установлена аппаратура для исследования распределения по высоте плотности ионизации в ионосфере и изучения распространения сверхдлинных волн в атмосфере и космическом пространстве.

## Пуски
За период с 2 июля по 26 июля 1954 года с полигона Капустин Яр было запущено 3 ракеты Р-1Д с научной аппаратурой и животными на борту и все пуски были удачными.
Даты пусков и результаты:
- 02.07.1954 Головную часть спасти не удалось. Спасли приборные контейнеры и одну из двух собак (в правой тележке). Дымовой контейнер не сработал.
- 07.07.1954 Спасли головную часть и  одну из двух собак (в левой тележке). Дымовой контейнер отработал.
- 26.07.1954 Спасли головную часть, приборные контейнеры и  одну из двух собак (в левой тележке). Дымовой контейнер не устанавливался.

## Технические характеристики
| Стартовая масса                        | 13 836 кг                      |
| Вес незаправленной ракеты              | 4426 кг                        |
| Двигатель                              | ЖРД РД-100                     |
| Тяга двигателя у Земли                 | 27,5 тс                        |
| Удельный импульс у Земли               | 208 с                          |
| Время работы                           | 65 с                           |
| Компоненты топлива                     | этиловый спирт-жидкий кислород |
| Масса топлива                          | 9411 кг                        |
| Масса полезного груза                  | 1516 кг                        |
| Масса спасаемой головной части         | 734 кг                         |
| Масса спасаемого контейнера ГеоФИАН    | 130 кг                         |
| Масса дымового контейнера              | 137 кг                         |
| Масса спасаемого корпуса ракеты        | 4286 кг                        |
| Длина (полная)                         | около 18 м                     |
| Диаметр корпуса                        | 1650 мм                        |
| Размах стабилизаторов                  | 3564 мм                        |
| Скорость в момент выключения двигателя | 1230 м/с                       |
| Высота подъёма                         | 110,8 км                       |